# Elecciones generales de España de noviembre de 2019
El domingo 10 de noviembre de 2019 se celebraron elecciones generales en España. Fueron las decimoquintas elecciones democráticas, y las cuartas con Felipe VI como rey de España. 
Fueron las segundas elecciones generales celebradas en 2019, las segundas convocadas por no haber sido posible formar Gobierno, y las cuartas en menos de cuatro años.

## Sistema electoral

### Regulación electoral
La legislación que actualmente regula los procesos electorales en España consiste en las siguientes normas:
- Constitución española de 1978
- Ley Orgánica 5/1985, de 19 de junio, del Régimen Electoral General (LOREG); modificada mediante la Ley Orgánica 2/2011, de 28 de enero

### Congreso de los Diputados
Para el Congreso de los Diputados, se eligen 350 escaños utilizando el método D'Hondt y una representación proporcional de lista cerrada, con un umbral del 3 por ciento de votos válidos, que incluye votos en blanco, que se aplican en cada distrito electoral. Las partes que no alcanzan el umbral no se toman en cuenta para la distribución de asientos. Cada distrito electoral tiene derecho a un mínimo inicial de dos escaños, con los restantes 248 asignados entre los grupos en proporción a sus poblaciones. A Ceuta y Melilla se les asigna un escaño a cada una.
El reparto de escaños para estas elecciones fue el mismo que el de las elecciones de abril.
| Circunscripción                                                                    | Diputados | Mapa |
| ---------------------------------------------------------------------------------- | --------- | ---- |
| Madrid                                                                             | 37        |      |
| Barcelona                                                                          | 32        |      |
| Valencia                                                                           | 15        |      |
| Alicante y Sevilla                                                                 | 12        |      |
| Málaga                                                                             | 11        |      |
| Murcia                                                                             | 10        |      |
| Cádiz                                                                              | 9         |      |
| La Coruña, Vizcaya, Islas Baleares y Las Palmas                                    | 8         |      |
| Asturias, Granada, Pontevedra, Santa Cruz de Tenerife y Zaragoza                   | 7         |      |
| Almería, Badajoz, Córdoba, Gerona, Guipúzcoa, Tarragona y Toledo                   | 6         |      |
| Cantabria, Castellón, Ciudad Real, Huelva, Jaén, Navarra y Valladolid              | 5         |      |
| Álava, Albacete, Burgos, Cáceres, León, Lérida, Lugo, Orense, La Rioja y Salamanca | 4         |      |
| Ávila, Cuenca, Guadalajara, Huesca, Palencia, Segovia, Teruel y Zamora             | 3         |      |
| Soria                                                                              | 2         |      |

### Senado
Para el Senado, 208 escaños son elegidos usando una lista abierta de votación de bloque parcial, con electores que votan por candidatos individuales en lugar de partidos. En los distritos electorales que eligen cuatro asientos, los electores pueden votar por hasta tres candidatos; en aquellos con dos o tres escaños, hasta dos candidatos; y por un candidato en distritos uninominales. A cada una de las 47 provincias peninsulares se les asignan cuatro escaños, mientras que para las provincias insulares los distritos son las islas en sí mismas, y las más grandes (Mallorca, Gran Canaria y Tenerife) tienen tres escaños cada una, y las más pequeñas —Menorca, Ibiza, Formentera, Fuerteventura, La Gomera, El Hierro, Lanzarote y La Palma— una cada una. Ceuta y Melilla eligen dos escaños cada una.
| Circunscripción                                                                      | Senadores | Mapa |
| ------------------------------------------------------------------------------------ | --------- | ---- |
| Circunscripción provincial                                                           | 4         |      |
| Gran Canaria, Mallorca y Tenerife                                                    | 3         |      |
| Ceuta y Melilla                                                                      | 2         |      |
| Fuerteventura, La Gomera, El Hierro, Ibiza-Formentera, Lanzarote, Menorca y La Palma | 1         |      |

### Calendario
Aquí se muestra el calendario electoral para las elecciones generales del 10 de noviembre de 2019
- 24 de septiembre: Publicación en el Boletín Oficial del Estado del real decreto de disolución de las Cortes y de convocatoria de elecciones.[9]
- 25 de septiembre: Constitución inicial de las Juntas Electorales Provinciales y de Zona.
- 29 de septiembre: Último día para que los partidos que quieren presentarse en coalición con otras formaciones lo comuniquen a la Junta Electoral.
- 30 de septiembre : Publicación en boletines oficiales provinciales y exposición en ayuntamientos de las secciones, locales y mesas. Último día de publicación en los boletines oficiales provinciales de la relación de miembros de Juntas Electorales Provinciales y de Zona. Último día para que los partidos que quieren presentarse en coalición con otras formaciones lo comuniquen a la Junta Electoral.
- 7 de octubre: Último día de consulta del censo electoral en ayuntamientos y consulados y reclamaciones respecto de las inclusiones/exclusiones en el censo. Último día para presentar las candidaturas ante la Junta Electoral.
- 9 de octubre: Publicación en el Boletín Oficial del Estado de las candidaturas presentadas.
- 11 de octubre: Notificación y exposición en los ayuntamientos y consulados de las rectificaciones del censo.
- 15 de octubre: Publicación en el Boletín Oficial de Estado de las candidaturas proclamadas una vez subsanadas las posibles irregularidades detectadas.
- 19 de octubre: Último día para que los españoles residentes en el extranjero y temporalmente ausentes soliciten el voto.
- 21 de octubre: Último día para que se solicite documentación para el voto en braille.
- 23 de octubre: Último día para designar por sorteo a los miembros de las mesas electorales.
- 31 de octubre: Último día para solicitar el voto por correo para los electores residentes en España.
- 1 de noviembre: Comienzo de la campaña electoral a las 00 horas.
- 5 de noviembre: Prohibición de publicación, difusión o reproducción de sondeos electorales.
- 8 de noviembre: Finalización de la campaña electoral a las 24 horas.
- 9 de noviembre: Jornada de reflexión.
- 10 de noviembre: Jornada electoral.
- 13 de noviembre: Tiene lugar el escrutinio general, en el que también se cuentan los votos procedentes del extranjero.
- 3 de diciembre: Constitución de las Cortes Generales a las 10 horas.
- 27 de diciembre: Último día para que se publiquen los resultados definitivos de las elecciones.

## Convocatoria, candidaturas y encuestas

### Convocatoria
La mañana del 24 de septiembre de 2019, tras haberse agotado a las 00:00 horas el plazo constitucional para constituir un Gobierno surgido de las elecciones del 28 de abril, el rey disolvió las Cortes Generales y convocó nuevas elecciones generales, con el refrendo de la presidenta del Congreso de los Diputados, Meritxell Batet.

### Candidaturas
A continuación se muestra una lista de los principales partidos y alianzas electorales que concurrieron a las elecciones, enumerados en orden descendente de escaños de la legislatura previa a la convocatoria de elecciones. Los partidos y alianzas que conforman el gobierno en el momento de las elecciones están sombreados en verde claro, al igual que los candidatos que presentan dichos partidos y alianzas y que tienen una posición relevante en el gabinete.
| Candidatura | Candidatura                                    | Integrantes                 | Candidato/a | Candidato/a                | Res prev (28A) | Res prev (28A) |
| Candidatura | Candidatura                                    | Integrantes                 | Candidato/a | Candidato/a                | Con            | Sen            |
| ----------- | ---------------------------------------------- | --------------------------- | --- | -------------------------- | -------------- | -------------- |
|             | Partido Socialista Obrero Español              | PSOE PSC                    | | Pedro Sánchez (Presidente) | 123            | 123            |
|             | Partido Popular                                | PP FORO                     | | Pablo Casado               | 66             | 54             |
|             | Ciudadanos                                     | Cs UPyD (ext)               | | Albert Rivera              | 57             | 4              |
|             | Unidas Podemos                                 | Podemos IU Batzarre AAeC    | | Pablo Iglesias             | 33             | 0              |
|             | Vox                                            | Vox                         | | Santiago Abascal           | 24             | 0              |
|             | Esquerra Republicana de Catalunya-Sobiranistes | ERC Sobiranistes            | | Gabriel Rufián             | 15             | 11             |
|             | Junts per Catalunya                            | JxCAT PDeCAT                | | Laura Borràs               | 7              | 2              |
|             | En Comú Podem- Guanyem el Canvi                | CatComú Podemos EUCat (ext) | | Jaume Asens                | 7              | 0              |
|             | Partido Nacionalista Vasco                     | EAJ-PNV                     | | Aitor Esteban              | 6              | 9              |
|             | Euskal Herria Bildu                            | EH Bildu                    | | Mertxe Aizpurua            | 4              | 1              |
|             | Navarra Suma                                   | UPN Cs PP (ext)             | De Populares de Madrid - https://www.flickr.com/photos/ppmadrid/52642104830/, CC BY 2.0, https://commons.wikimedia.org/w/index.php?curid=128004375 | Sergio Sayas               | 2              | 3              |
|             | En Común                                       | Podemos EU Galega           | | Yolanda Díaz               | 2              | 0              |
|             | Coalición Canaria- Nueva Canarias              | CCa NC PNC (ext)            | | Ana Oramas                 | 2              | 0              |
|             | Més Compromís                                  | Compromís Mas País          | | Joan Baldoví               | 1              | 0              |
|             | Partido Regionalista de Cantabria              | PRC                         | | José María Mazón           | 1              | 0              |
|             | Agrupación Socialista Gomera                   | ASG                         | | Fabián Chinea              | n/a            | 1              |
|             | Bloque Nacionalista Galego                     | BNG                         | | Néstor Rego                | 0              | 0              |
|             | Más País-EQUO                                  | Mas País EQUO               | | Íñigo Errejón              | n/a            | n/a            |
|             | Cand. d'Unitat Popular- Per la Ruptura         | CUP Capgirem                | | Mireia Vehí                | n/a            | n/a            |
|             | Teruel Existe                                  | ¡TE!                        | | Tomás Guitarte             | n/a            | n/a            |

## Campaña electoral

### Lemas de campaña
| - PSOE: Ahora sí y Vota con el corazón Sublema: Ahora, Gobierno. Ahora, España. - PP: Por todo lo que nos une - Ciudadanos: España en marcha - Unidas Podemos: Un Gobierno contigo - Vox: España siempre - ERC-Sobiranistes: Tornarem més forts. ('Volveremos más fuertes') - ECP: Si vols solucions, vota solucions ('Si quieres soluciones, vota soluciones') - JxCAT-JUNTS: Per la independència, ni un vot enrere ('Por la independencia, ni un voto atrás') - EAJ-PNV: Hemen ('Aquí') | - Más País-Equo: Desbloquear, avanzar, Más País - EH Bildu: Un paso más. Erabaki baietz! ('¡Decide que sí!') - En Común: Conta con nós ('Cuenta con nosotros') - Navarra Suma: Navarra, clave en España - CC-PNC-NCa: Hagamos más fuerte a Canarias - PRC: Cantabria gana - Més Compromís: Acordar, la política útil - PACMA: ReEvolución - BNG: Facer valer Galiza, con voz propia ('Hacer valer Galicia, con voz propia') - Geroa Bai: Es tiempo de soluciones. Elkar ulertzeko. ('Para entenderse') - CUP: Ingovernables! ('¡Ingobernables!') |

### Debates electorales
El único debate televisado antes de las elecciones generales de noviembre de 2019 tuvo lugar el lunes 4 de noviembre. Organizado por la Academia de las Ciencias y las Artes de Televisión que ofreció la señal para que pudiera verse a través de RTVE, Atresmedia y FORTA.
Los cinco candidatos a la Presidencia del Gobierno llegaron al Pabellón de Cristal de la Casa de Campo de Madrid a partir de las 20.30 horas. Fueron recibidos por el presidente Emérito de la Academia y Presidente de Next Educación, Manuel Campo Vidal, así como por su actual Presidenta, María Casado. El debate duró 150 minutos y fue moderado por los periodistas Ana Blanco y Vicente Vallés.
Por su parte, La Sexta organizó un par de días después (el jueves 7 de noviembre) un nuevo debate a cinco; en esta ocasión protagonizado con presencia únicamente femenina.

### Polémicas

#### Campaña de desmovilización
Pocos días antes del comienzo oficial de la campaña electoral saltó una polémica debido a una campaña, consistente en anuncios en distintas redes sociales y en cartelería en barrios obreros de varias ciudades, en las que se llamaba a la desmovilización, en concreto a los votantes de PSOE y Unidas Podemos, llegando a usar perfiles falsos que vinculaban esta campaña con Más País. De este modo tanto Más País como el PSOE elevaron sendas denuncias ante la Junta Electoral Central por vulnerar la Ley Orgánica del Régimen Electoral General. En el mismo día salió a la luz que quien había financiado la campaña había sido Josep Lanuza, un trabajador de Aleix Sanmartín, colaborador y asesor de la campaña electoral del Partido Popular para las elecciones andaluzas de 2018 y para las presentes elecciones, aun así, Lanuza afirmó que se trataba de una iniciativa personal. Finalmente, la Junta Electoral Central archivó las denuncias alegando que se trataba de un acto amparado en la libertad de expresión de una persona física y que no se podía demostrar que el Partido Popular fuese autor de los hechos.

#### Retirada de spot publicitario
Durante la campaña electoral TVE decidió retirar del horario de protección infantil uno de los spot de Vox por contener imágenes violentas. Tanto PSOE como Más País elevaron una petición a la Junta Electoral Central para prohibir la emisión del spot, a lo cual ésta respondió argumentando que carece de competencias para hacerlo.

## Jornada electoral

### Participación
A continuación se muestra una tabla mostrando los datos de participación en estas elecciones generales desgranados por períodos temporales, conforme el Ministerio del Interior fue proporcionándolos en directo durante la jornada electoral. Se comparan las cifras de participación con los de las últimas elecciones generales.
| CC.AA/Ciudad                    | Hora   | Hora   | Hora   | Hora   | Hora   | Hora   | Variación |
| CC.AA/Ciudad                    | 14:00  | 14:00  | 18:00  | 18:00  | 20:00  | 20:00  | Variación |
| CC.AA/Ciudad                    | 28A    | 10N    | 28A    | 10N    | 28A    | 10N    | Variación |
| ------------------------------- | ------ | ------ | ------ | ------ | ------ | ------ | --------- |
| Andalucía                       | 38,94% | 35,80% | 57,23% | 54,85% | 73,31% | 68,25% | 5,06%     |
| Aragón                          | 44,65% | 41,18% | 62,30% | 57,92% | 77,62% | 71,50% | 6,12%     |
| Principado de Asturias          | 40,15% | 34,42% | 58,67% | 53,50% | 73,35% | 65,48% | 7,87%     |
| Islas Baleares                  | 38,10% | 30,95% | 54,42% | 47,40% | 67,58% | 58,71% | 8,87%     |
| Canarias                        | 30,72% | 27,08% | 51,00% | 44,36% | 68,14% | 60,46% | 7,68%     |
| Cantabria                       | 43,12% | 39,12% | 63,64% | 59,28% | 78,09% | 70,83% | 7,26%     |
| Castilla y León                 | 41,80% | 37,29% | 61,99% | 56,71% | 78,24% | 71,37% | 6,87%     |
| Castilla-La Mancha              | 42,71% | 38,07% | 62,35% | 57,44% | 78,02% | 71,36% | 6,66%     |
| Cataluña                        | 43,52% | 40,59% | 64,20% | 59,88% | 77,58% | 72,17% | 5,41%     |
| Extremadura                     | 42,86% | 37,17% | 60,21% | 54,41% | 76,31% | 69,12% | 7,19%     |
| Galicia                         | 36,97% | 31,96% | 58,91% | 53,26% | 73,97% | 66,62% | 7,35%     |
| La Rioja                        | 44,67% | 40,42% | 61,51% | 57,45% | 78,11% | 71,27% | 6,84%     |
| Comunidad de Madrid             | 43,61% | 40,98% | 65,10% | 61,52% | 79,75% | 74,54% | 5,21%     |
| Región de Murcia                | 43,41% | 39,01% | 61,75% | 57,88% | 75,69% | 69,99% | 5,70%     |
| Navarra                         | 43,79% | 39,38% | 60,89% | 56,46% | 76,29% | 69,21% | 7,08%     |
| Comunidad Valenciana            | 45,87% | 42,51% | 61,64% | 59,97% | 76,34% | 71,74% | 4,60%     |
| País Vasco                      | 41,75% | 40,18% | 60,05% | 57,60% | 74,52% | 68,91% | 5,61%     |
| Ceuta                           | 30,47% | 27,27% | 48,84% | 43,77% | 63,97% | 56,16% | 7,81%     |
| Melilla                         | 28,14% | 24,61% | 45,44% | 38,98% | 63,05% | 57,12% | 5,93%     |
| Total                           | 41,49% | 37,92% | 60,74% | 56,86% | 75,75% | 69,87% | 5,88%     |
| Fuente: Ministerio del Interior |        |        |        |        |        |        |           |

### Resultados para el Congreso de los Diputados

#### Generales
En esta sección serán desarrollados los resultados obtenidos por cada una de las candidaturas atendiendo a las listas presentadas y diputados electos, comparando estas cifras con los datos de las últimas elecciones generales.
|  | 28,00 % |

|  | 20,81 % |

|  | 15,08 % |

|  | 9,82 % |

|  | 3,61 % |

|  | 6,8 % |

|  | 2,19 % |

|  | 2,26 % |

|  | 1,56 % |

|  | 1,14 % |

|  | 1,36 % |

|  | 1,02 % |

|  | 0,78 % |

|  | 0,51 % |

|  | 0,41 % |

|  | 0,73 % |

|  | 0,5 % |

|  | 0,28 % |

|  | 0,08 % |

|  | 2,16 % |

|  | 0,9 % |

|  | 66,23 % |

#### Por circunscripciones
Desarrollados los resultados electorales al Congreso de los Diputados en general, a continuación son mostradas un conjunto de tablas e infografías que desarrollan dichos datos para cada una de las circunscripciones en estas elecciones y comunidades autónomas de España.
| Candidaturas más votadas                            | Candidaturas más votadas                           |
| --------------------------------------------------- | -------------------------------------------------- |
|                                                     |                                                    |
| Circunscripciones (Provincias y ciudades autónomas) | Fuerza de voto de cada partido por circunscripción |

| Tabla de Diputados electos por candidatura y circunscripción | Tabla de Diputados electos por candidatura y circunscripción | Tabla de Diputados electos por candidatura y circunscripción | Tabla de Diputados electos por candidatura y circunscripción | Tabla de Diputados electos por candidatura y circunscripción | Tabla de Diputados electos por candidatura y circunscripción | Tabla de Diputados electos por candidatura y circunscripción | Tabla de Diputados electos por candidatura y circunscripción | Tabla de Diputados electos por candidatura y circunscripción | Tabla de Diputados electos por candidatura y circunscripción | Tabla de Diputados electos por candidatura y circunscripción | Tabla de Diputados electos por candidatura y circunscripción | Tabla de Diputados electos por candidatura y circunscripción | Tabla de Diputados electos por candidatura y circunscripción | Tabla de Diputados electos por candidatura y circunscripción | Tabla de Diputados electos por candidatura y circunscripción | Tabla de Diputados electos por candidatura y circunscripción | Tabla de Diputados electos por candidatura y circunscripción | Tabla de Diputados electos por candidatura y circunscripción | Tabla de Diputados electos por candidatura y circunscripción | Tabla de Diputados electos por candidatura y circunscripción | Tabla de Diputados electos por candidatura y circunscripción |
| Circ                                                         | C. A.                                                        |                                                              |                                                              |                                                              |                                                              |                                                              |                                                              |                                                              |                                                              |                                                              |                                                              |                                                              |                                                              |                                                              |                                                              |                                                              |                                                              |                                                              |                                                              |                                                              | Total                                                        |
| ------------------------------------------------------------ | ------------------------------------------------------------ | ------------------------------------------------------------ | ------------------------------------------------------------ | ------------------------------------------------------------ | ------------------------------------------------------------ | ------------------------------------------------------------ | ------------------------------------------------------------ | ------------------------------------------------------------ | ------------------------------------------------------------ | ------------------------------------------------------------ | ------------------------------------------------------------ | ------------------------------------------------------------ | ------------------------------------------------------------ | ------------------------------------------------------------ | ------------------------------------------------------------ | ------------------------------------------------------------ | ------------------------------------------------------------ | ------------------------------------------------------------ | ------------------------------------------------------------ | ------------------------------------------------------------ | ------------------------------------------------------------ |
| Álava                                                        | PVA                                                          | 1 21,94%                                                     | 0 14,93%                                                     | 0 3,76%                                                      | 1 16,50%                                                     |                                                              | 0 1,48%                                                      |                                                              |                                                              | 1 23,57%                                                     | 1 16,07%                                                     |                                                              |                                                              |                                                              |                                                              |                                                              |                                                              |                                                              |                                                              |                                                              | 4                                                            |
| Albacete                                                     | CLM                                                          | 2 32,59%                                                     | 1 27,45%                                                     | 1 (1) 20,67%                                                 | 0 9,69%                                                      |                                                              | 0 (1) 7,44%                                                  |                                                              |                                                              |                                                              |                                                              |                                                              |                                                              |                                                              |                                                              |                                                              |                                                              |                                                              |                                                              |                                                              | 4                                                            |
| Alicante                                                     | CVA                                                          | 4 28,20%                                                     | 3 24,34%                                                     | 3 (2) 19,65%                                                 | 1 (1) 12,74%                                                 |                                                              | 1 (1) 8,12%                                                  |                                                              |                                                              |                                                              |                                                              |                                                              |                                                              |                                                              |                                                              |                                                              | 0 4,18%                                                      |                                                              |                                                              |                                                              | 12                                                           |
| Almería                                                      | AND                                                          | 2 29,53%                                                     | 2 25,82%                                                     | 2 (1) 26,69%                                                 | 0 8,07%                                                      |                                                              | 0 (1) 7,55%                                                  |                                                              |                                                              |                                                              |                                                              |                                                              |                                                              |                                                              |                                                              |                                                              |                                                              |                                                              |                                                              |                                                              | 6                                                            |
| Asturias                                                     | AST                                                          | 3 33,27%                                                     | 2 (1) 23,22%                                                 | 1 15,86%                                                     | 1 15,95%                                                     |                                                              | 0 (1) 6,68%                                                  |                                                              |                                                              |                                                              |                                                              | 0 2,27%                                                      |                                                              |                                                              |                                                              |                                                              |                                                              |                                                              |                                                              |                                                              | 7                                                            |
| Ávila                                                        | CYL                                                          | 1 26,18%                                                     | 1 34,79%                                                     | 1 (1) 18,52%                                                 | 0 6,48%                                                      |                                                              | 0 (1) 6,54%                                                  |                                                              |                                                              |                                                              |                                                              |                                                              |                                                              |                                                              |                                                              |                                                              |                                                              |                                                              |                                                              |                                                              | 3                                                            |
| Badajoz                                                      | EXT                                                          | 3 38,45%                                                     | 2 (1) 25,05%                                                 | 1 17,29%                                                     | 0 9,18%                                                      |                                                              | 0 (1) 7,97%                                                  |                                                              |                                                              |                                                              |                                                              |                                                              |                                                              |                                                              |                                                              |                                                              |                                                              |                                                              |                                                              |                                                              | 6                                                            |
| Baleares, Islas                                              | IBA                                                          | 2 (1) 25,44%                                                 | 2 (1) 22,84%                                                 | 2 (1) 17,07%                                                 | 2 18,1%                                                      |                                                              | 0 (1) 7,36%                                                  |                                                              |                                                              |                                                              |                                                              |                                                              |                                                              |                                                              |                                                              |                                                              |                                                              |                                                              |                                                              |                                                              | 8                                                            |
| Barcelona                                                    | CAT                                                          | 8 (1) 21,8%                                                  | 2 (1) 7,71%                                                  | 2 (1) 6,31%                                                  |                                                              | 7 (1) 21,14%                                                 | 2 (2) 5,95%                                                  | 4 (1) 11,75%                                                 | 5 (1) 15,45%                                                 |                                                              |                                                              |                                                              | 2 (Nv.) 6,12%                                                |                                                              |                                                              |                                                              |                                                              |                                                              |                                                              |                                                              | 32                                                           |
| Burgos                                                       | CYL                                                          | 2 32,26%                                                     | 2 (1) 30,77%                                                 | 0 14,87%                                                     | 0 11,09%                                                     |                                                              | 0 (1) 8,15%                                                  |                                                              |                                                              |                                                              |                                                              |                                                              |                                                              |                                                              |                                                              |                                                              |                                                              |                                                              |                                                              |                                                              | 4                                                            |
| Cáceres                                                      | EXT                                                          | 2 38,13%                                                     | 1 27,56%                                                     | 1 (1) 16,04%                                                 | 0 9,00%                                                      |                                                              | 0 (1) 6,96%                                                  |                                                              |                                                              |                                                              |                                                              |                                                              |                                                              |                                                              |                                                              |                                                              |                                                              |                                                              |                                                              |                                                              | 4                                                            |
| Cádiz                                                        | AND                                                          | 3 30,56%                                                     | 2 (1) 18,03%                                                 | 2 (1) 21,3%                                                  | 1 (1) 15,18%                                                 |                                                              | 1 (1) 9,01%                                                  |                                                              |                                                              |                                                              |                                                              | 0 1,84%                                                      |                                                              |                                                              |                                                              |                                                              |                                                              |                                                              |                                                              |                                                              | 9                                                            |
| Cantabria                                                    | CAN                                                          | 1 (1) 23,24%                                                 | 2 (1) 25,86%                                                 | 1 (1) 14,93%                                                 | 0 8,68%                                                      |                                                              | 0 (1) 4,77%                                                  |                                                              |                                                              |                                                              |                                                              |                                                              |                                                              |                                                              |                                                              |                                                              |                                                              |                                                              | 1 21,04%                                                     |                                                              | 5                                                            |
| Castellón                                                    | CVA                                                          | 2 28,55%                                                     | 1 23,83%                                                     | 1 (1) 18,63%                                                 | 1 13,33%                                                     |                                                              | 0 (1) 6,89%                                                  |                                                              |                                                              |                                                              |                                                              |                                                              |                                                              |                                                              |                                                              |                                                              | 0 6,16%                                                      |                                                              |                                                              |                                                              | 5                                                            |
| Ceuta                                                        | CEU                                                          | 0 (1) 31,31%                                                 | 0 22,28%                                                     | 1 (1) 35,19%                                                 | 0 3,89%                                                      |                                                              | 0 3,41%                                                      |                                                              |                                                              |                                                              |                                                              |                                                              |                                                              |                                                              |                                                              |                                                              |                                                              |                                                              |                                                              |                                                              | 1                                                            |
| Ciudad Real                                                  | CLM                                                          | 2 34,27%                                                     | 2 (1) 27,86%                                                 | 1 20,87%                                                     | 0 8,28%                                                      |                                                              | 0 (1) 6,83%                                                  |                                                              |                                                              |                                                              |                                                              |                                                              |                                                              |                                                              |                                                              |                                                              |                                                              |                                                              |                                                              |                                                              | 5                                                            |
| Córdoba                                                      | AND                                                          | 2 33,03%                                                     | 2 (1) 22,5%                                                  | 1 18,57%                                                     | 1 14,58%                                                     |                                                              | 0 (1) 8,15%                                                  |                                                              |                                                              |                                                              |                                                              |                                                              |                                                              |                                                              |                                                              |                                                              |                                                              |                                                              |                                                              |                                                              | 6                                                            |
| Coruña, La                                                   | GAL                                                          | 3 30,02%                                                     | 3 30,5%                                                      | 0 8,2%                                                       |                                                              |                                                              | 0 (1) 4,64%                                                  |                                                              |                                                              |                                                              |                                                              | 0 2,06%                                                      |                                                              | 1 12,56%                                                     |                                                              |                                                              |                                                              | 1 (1) 9,48%                                                  |                                                              |                                                              | 8                                                            |
| Cuenca                                                       | CLM                                                          | 2 37,27%                                                     | 1 30,9%                                                      | 0 18,43%                                                     | 0 6,9%                                                       |                                                              | 0 4,67%                                                      |                                                              |                                                              |                                                              |                                                              |                                                              |                                                              |                                                              |                                                              |                                                              |                                                              |                                                              |                                                              |                                                              | 3                                                            |
| Gerona                                                       | CAT                                                          | 1 14,82%                                                     | 0 4,91%                                                      | 0 5,2%                                                       |                                                              | 2 (1) 25,85%                                                 | 0 3,9%                                                       | 2 24,76%                                                     | 1 (1) 9,48%                                                  |                                                              |                                                              |                                                              | 0 8,91%                                                      |                                                              |                                                              |                                                              |                                                              |                                                              |                                                              |                                                              | 6                                                            |
| Granada                                                      | AND                                                          | 3 33,18%                                                     | 2 (1) 21,79%                                                 | 1 20,7%                                                      | 1 12,29%                                                     |                                                              | 0 (1) 7,82%                                                  |                                                              |                                                              |                                                              |                                                              | 0 1,79%                                                      |                                                              |                                                              |                                                              |                                                              |                                                              |                                                              |                                                              |                                                              | 7                                                            |
| Guadalajara                                                  | CLM                                                          | 1 31,15%                                                     | 1 23,04%                                                     | 1 (1) 23,97%                                                 | 0 11,27%                                                     |                                                              | 0 (1) 7,69%                                                  |                                                              |                                                              |                                                              |                                                              |                                                              |                                                              |                                                              |                                                              |                                                              |                                                              |                                                              |                                                              |                                                              | 3                                                            |
| Guipúzcoa                                                    | PVA                                                          | 1 18,11%                                                     | 0 6,17%                                                      | 0 1,9%                                                       | 1 14,98%                                                     |                                                              | 0 1,0%                                                       |                                                              |                                                              | 2 30,5%                                                      | 2 25,84%                                                     |                                                              |                                                              |                                                              |                                                              |                                                              |                                                              |                                                              |                                                              |                                                              | 6                                                            |
| Huelva                                                       | AND                                                          | 3 (1) 36,56%                                                 | 1 19,73%                                                     | 1 (1) 20,94%                                                 | 0 (1) 12,12%                                                 |                                                              | 0 (1) 7,33%                                                  |                                                              |                                                              |                                                              |                                                              |                                                              |                                                              |                                                              |                                                              |                                                              |                                                              |                                                              |                                                              |                                                              | 5                                                            |
| Huesca                                                       | ARA                                                          | 2 (1) 33,54%                                                 | 1 26,24%                                                     | 0 15,17%                                                     | 0 12,36%                                                     |                                                              | 0 (1) 8,14%                                                  |                                                              |                                                              |                                                              |                                                              |                                                              |                                                              |                                                              |                                                              |                                                              |                                                              |                                                              |                                                              |                                                              | 3                                                            |
| Jaén                                                         | AND                                                          | 3 38,82%                                                     | 1 22,47%                                                     | 1 (1) 19,71%                                                 | 0 9,85%                                                      |                                                              | 0 (1) 6,8%                                                   |                                                              |                                                              |                                                              |                                                              |                                                              |                                                              |                                                              |                                                              |                                                              |                                                              |                                                              |                                                              |                                                              | 5                                                            |
| León                                                         | CYL                                                          | 2 33,46%                                                     | 1 28,43%                                                     | 1 (1) 15,56%                                                 | 0 10,46%                                                     |                                                              | 0 (1) 6,37%                                                  |                                                              |                                                              |                                                              |                                                              |                                                              |                                                              |                                                              |                                                              |                                                              |                                                              |                                                              |                                                              |                                                              | 4                                                            |
| Lérida                                                       | CAT                                                          | 1 14,46%                                                     | 0 7,09%                                                      | 0 4,49%                                                      |                                                              | 2 31,46%                                                     | 0 3,44%                                                      | 1 22,56%                                                     | 0 7,88%                                                      |                                                              |                                                              |                                                              | 0 6,8%                                                       |                                                              |                                                              |                                                              |                                                              |                                                              |                                                              |                                                              | 4                                                            |
| Lugo                                                         | GAL                                                          | 2 31,94%                                                     | 2 38,04%                                                     | 0 8,13%                                                      |                                                              |                                                              | 0 3,23%                                                      |                                                              |                                                              |                                                              |                                                              |                                                              |                                                              | 0 9,19%                                                      |                                                              |                                                              |                                                              | 0 7,18%                                                      |                                                              |                                                              | 4                                                            |
| Madrid                                                       | MAD                                                          | 10 (1) 26,87%                                                | 10 (3) 24,91%                                                | 7 (2) 18,34%                                                 | 5 (1) 13,01%                                                 |                                                              | 3 (5) 9,07%                                                  |                                                              |                                                              |                                                              |                                                              | 2 (Nv.) 5,65%                                                |                                                              |                                                              |                                                              |                                                              |                                                              |                                                              |                                                              |                                                              | 37                                                           |
| Málaga                                                       | AND                                                          | 4 29,98%                                                     | 3 (1) 21,56%                                                 | 2 (1) 21,45%                                                 | 1 (1) 12,92%                                                 |                                                              | 1 (1) 8,85%                                                  |                                                              |                                                              |                                                              |                                                              | 0 1,86%                                                      |                                                              |                                                              |                                                              |                                                              |                                                              |                                                              |                                                              |                                                              | 11                                                           |
| Melilla                                                      | MEL                                                          | 0 16,45%                                                     | 1 29,54%                                                     | 0 18,4%                                                      | 0 2,62%                                                      |                                                              | 0 2,96%                                                      |                                                              |                                                              |                                                              |                                                              |                                                              |                                                              |                                                              |                                                              |                                                              |                                                              |                                                              |                                                              |                                                              | 1                                                            |
| Murcia                                                       | RMU                                                          | 3 24,78%                                                     | 3 (1) 26,51%                                                 | 3 (1) 27,95%                                                 | 1 8,88%                                                      |                                                              | 0 (2) 7,44%                                                  |                                                              |                                                              |                                                              |                                                              | 0 1,88%                                                      |                                                              |                                                              |                                                              |                                                              |                                                              |                                                              |                                                              |                                                              | 10                                                           |
| Navarra                                                      | NAV                                                          | 1 (1) 25,0%                                                  |                                                              | 0 5,8%                                                       | 1 16,57%                                                     |                                                              |                                                              |                                                              |                                                              |                                                              | 1 (1) 16,88%                                                 |                                                              |                                                              |                                                              |                                                              | 2 29,58%                                                     |                                                              |                                                              |                                                              |                                                              | 5                                                            |
| Orense                                                       | GAL                                                          | 2 33,2%                                                      | 2 39,41%                                                     | 0 7,75%                                                      |                                                              |                                                              | 0 3,73%                                                      |                                                              |                                                              |                                                              |                                                              |                                                              |                                                              | 0 7,92%                                                      |                                                              |                                                              |                                                              | 0 5,98%                                                      |                                                              |                                                              | 4                                                            |
| Palencia                                                     | CYL                                                          | 1 33,25%                                                     | 2 (1) 35,7%                                                  | 0 14,42%                                                     | 0 8,09%                                                      |                                                              | 0 (1) 6,2%                                                   |                                                              |                                                              |                                                              |                                                              |                                                              |                                                              |                                                              |                                                              |                                                              |                                                              |                                                              |                                                              |                                                              | 3                                                            |
| Palmas, Las                                                  | ICA                                                          | 3 29,15%                                                     | 2 21,36%                                                     | 1 (1) 13,33%                                                 | 1 (1) 15,43%                                                 |                                                              | 0 (1) 5,79%                                                  |                                                              |                                                              |                                                              |                                                              | 0 1,73%                                                      |                                                              |                                                              | 1 (1) 9,92%                                                  |                                                              |                                                              |                                                              |                                                              |                                                              | 8                                                            |
| Pontevedra                                                   | GAL                                                          | 3 31,81%                                                     | 3 (1) 29,06%                                                 | 0 7,29%                                                      |                                                              |                                                              | 0 (1) 4,59%                                                  |                                                              |                                                              |                                                              |                                                              | 0 1,95%                                                      |                                                              | 1 15,5%                                                      |                                                              |                                                              |                                                              | 0 7,48%                                                      |                                                              |                                                              | 7                                                            |
| Rioja, La                                                    | RIO                                                          | 2 34,85%                                                     | 2 (1) 34,23%                                                 | 0 11,46%                                                     | 0 9,87%                                                      |                                                              | 0 (1) 7,08%                                                  |                                                              |                                                              |                                                              |                                                              |                                                              |                                                              |                                                              |                                                              |                                                              |                                                              |                                                              |                                                              |                                                              | 4                                                            |
| Salamanca                                                    | CYL                                                          | 1 29,45%                                                     | 2 34,7%                                                      | 1 (1) 17,9%                                                  | 0 6,97%                                                      |                                                              | 0 (1) 8,65%                                                  |                                                              |                                                              |                                                              |                                                              |                                                              |                                                              |                                                              |                                                              |                                                              |                                                              |                                                              |                                                              |                                                              | 4                                                            |
| Santa Cruz de Tenerife                                       | ICA                                                          | 2 28,59%                                                     | 2 (1) 20,15%                                                 | 1 (1) 11,54%                                                 | 1 13,94%                                                     |                                                              | 0 (1) 4,96%                                                  |                                                              |                                                              |                                                              |                                                              | 0 1,42%                                                      |                                                              |                                                              | 1 (1) 16,45%                                                 |                                                              |                                                              |                                                              |                                                              |                                                              | 7                                                            |
| Segovia                                                      | CYL                                                          | 1 29,67%                                                     | 1 32,99%                                                     | 1 (1) 17,13%                                                 | 0 9,29%                                                      |                                                              | 0 (1) 8,07%                                                  |                                                              |                                                              |                                                              |                                                              |                                                              |                                                              |                                                              |                                                              |                                                              |                                                              |                                                              |                                                              |                                                              | 3                                                            |
| Sevilla                                                      | AND                                                          | 5 36,11%                                                     | 2 17,86%                                                     | 2 (1) 17,92%                                                 | 2 14,56%                                                     |                                                              | 1 (1) 7,93%                                                  |                                                              |                                                              |                                                              |                                                              | 0 2,13%                                                      |                                                              |                                                              |                                                              |                                                              |                                                              |                                                              |                                                              |                                                              | 12                                                           |
| Soria                                                        | CYL                                                          | 1 34,57%                                                     | 1 32,85%                                                     | 0 13,5%                                                      | 0 7,58%                                                      |                                                              | 0 5,75%                                                      |                                                              |                                                              |                                                              |                                                              |                                                              |                                                              |                                                              |                                                              |                                                              |                                                              |                                                              |                                                              |                                                              | 2                                                            |
| Tarragona                                                    | CAT                                                          | 2 (1) 19,11%                                                 | 0 7,76%                                                      | 0 8,08%                                                      |                                                              | 2 25,63%                                                     | 0 (1) 5,92%                                                  | 1 13,35%                                                     | 1 12,1%                                                      |                                                              |                                                              |                                                              | 0 5,74%                                                      |                                                              |                                                              |                                                              |                                                              |                                                              |                                                              |                                                              | 6                                                            |
| Teruel                                                       | ARA                                                          | 1 25,54%                                                     | 1 23,63%                                                     | 0 12,61%                                                     | 0 5,37%                                                      |                                                              | 0 (1) 5,03%                                                  |                                                              |                                                              |                                                              |                                                              |                                                              |                                                              |                                                              |                                                              |                                                              |                                                              |                                                              |                                                              | 1 (Nv.) 26,66%                                               | 3                                                            |
| Toledo                                                       | CLM                                                          | 2 31,99%                                                     | 2 25,97%                                                     | 2 (1) 23,67%                                                 | 0 9,58%                                                      |                                                              | 0 (1) 6,84%                                                  |                                                              |                                                              |                                                              |                                                              |                                                              |                                                              |                                                              |                                                              |                                                              |                                                              |                                                              |                                                              |                                                              | 6                                                            |
| Valencia                                                     | CVA                                                          | 4 27,04%                                                     | 4 (1) 22,08%                                                 | 3 (1) 17,69%                                                 | 2 13,8%                                                      |                                                              | 1 (2) 7,68%                                                  |                                                              |                                                              |                                                              |                                                              |                                                              |                                                              |                                                              |                                                              |                                                              | 1 8,81%                                                      |                                                              |                                                              |                                                              | 15                                                           |
| Valladolid                                                   | CYL                                                          | 2 30,3%                                                      | 2 (1) 29,49%                                                 | 1 18,09%                                                     | 0 11,02%                                                     |                                                              | 0 (1) 8,65%%                                                 |                                                              |                                                              |                                                              |                                                              |                                                              |                                                              |                                                              |                                                              |                                                              |                                                              |                                                              |                                                              |                                                              | 5                                                            |
| Vizcaya                                                      | PVA                                                          | 2 19,13%                                                     | 1 (1) 8,82%                                                  | 0 2,42%                                                      | 1 (1) 15,41%                                                 |                                                              | 0 1,1%                                                       |                                                              |                                                              | 3 35,22%                                                     | 1 15,02%                                                     | 0 1,36%                                                      |                                                              |                                                              |                                                              |                                                              |                                                              |                                                              |                                                              |                                                              | 8                                                            |
| Zamora                                                       | CYL                                                          | 1 32,82%                                                     | 1 33,57%                                                     | 1 (1) 17,07%                                                 | 0 7,02%                                                      |                                                              | 0 (1) 6,85%                                                  |                                                              |                                                              |                                                              |                                                              |                                                              |                                                              |                                                              |                                                              |                                                              |                                                              |                                                              |                                                              |                                                              | 3                                                            |
| Zaragoza                                                     | ARA                                                          | 3 30,85%                                                     | 2 (1) 23,36%                                                 | 1 17,99%                                                     | 1 11,28%                                                     |                                                              | 0 (1) 9,16%                                                  |                                                              |                                                              |                                                              |                                                              |                                                              |                                                              |                                                              |                                                              |                                                              |                                                              |                                                              |                                                              |                                                              | 7                                                            |
| TOTAL                                                        | TOTAL                                                        | 120 ( 3)                                                     | 89 ( 23)                                                     | 52 ( 28)                                                     | 26 ( 7)                                                      | 13 ( 2)                                                      | 10 ( 47)                                                     | 8 ( 1)                                                       | 7 ()                                                         | 6 ()                                                         | 5 ( 1)                                                       | 2 (Nv.)                                                      | 2 (Nv.)                                                      | 2 ()                                                         | 2 ()                                                         | 2 ()                                                         | 1 ()                                                         | 1 ( 1)                                                       | 1 ()                                                         | 1 (Nv.)                                                      | 350                                                          |
| TOTAL                                                        | TOTAL                                                        |                                                              |                                                              |                                                              |                                                              |                                                              |                                                              |                                                              |                                                              |                                                              |                                                              |                                                              |                                                              |                                                              |                                                              |                                                              |                                                              |                                                              |                                                              |                                                              | 350                                                          |

### Resultados para el Senado

#### Generales
En esta sección serán desarrollados los resultados obtenidos por cada una de las candidaturas atendiendo a las listas presentadas y senadores electos, comparando estas cifras con los datos de las últimas elecciones generales.
| Candidatura                                       | Candidatura                                            | Escaños | Escaños                     |
| Candidatura                                       | Candidatura                                            | Sen.    | Crecimiento · Decrecimiento |
| ------------------------------------------------- | ------------------------------------------------------ | ------- | --------------------------- |
|                                                   | Partido Socialista Obrero Español (PSOE)               | 93      | 30                          |
| Partido Socialista Obrero Español (PSOE)          | 91                                                     | -29     |                             |
| Partido de los Socialistas de Cataluña (PSC-PSOE) | 2                                                      | -1      |                             |
|                                                   | Partido Popular (PP)                                   | 83      | 29                          |
| Partido Popular (PP)                              | 82                                                     | +29     |                             |
| Partido Popular-Foro Asturias (PP-FORO)           | 1                                                      | ±0      |                             |
|                                                   | Esquerra Republicana de Catalunya-Sobiranistes (ERC-S) | 11      | Sin cambios                 |
|                                                   | Partido Nacionalista Vasco (EAJ-PNV)                   | 9       | Sin cambios                 |
|                                                   | Junts per Catalunya (JxCAT-JUNTS)                      | 3       | 1                           |
|                                                   | Navarra Suma (NA+)                                     | 3       | Sin cambios                 |
|                                                   | Vox (VOX)                                              | 2       | 2                           |
|                                                   | Teruel Existe (¡TE!)                                   | 2       | n/a                         |
|                                                   | Euskal Herria Bildu (EHB)                              | 1       | Sin cambios                 |
|                                                   | Agrupación Socialista Gomera (ASG)                     | 1       | Sin cambios                 |

#### Por circunscripciones
Vistos los resultados al Senado en general, aquí se desarrollan dichos datos para cada una de las circunscripciones en estas elecciones.
| Candidaturas más votadas                            | Candidaturas más votadas |
| --------------------------------------------------- | ------------------------ |
|                                                     |                          |
| Circunscripciones (Provincias y ciudades autónomas) |                          |

| Tabla de Senadores electos por candidatura y circunscripción | Tabla de Senadores electos por candidatura y circunscripción | Tabla de Senadores electos por candidatura y circunscripción | Tabla de Senadores electos por candidatura y circunscripción | Tabla de Senadores electos por candidatura y circunscripción | Tabla de Senadores electos por candidatura y circunscripción | Tabla de Senadores electos por candidatura y circunscripción | Tabla de Senadores electos por candidatura y circunscripción | Tabla de Senadores electos por candidatura y circunscripción | Tabla de Senadores electos por candidatura y circunscripción | Tabla de Senadores electos por candidatura y circunscripción | Tabla de Senadores electos por candidatura y circunscripción | Tabla de Senadores electos por candidatura y circunscripción |
| Circunscripción                                              | C. A.                                                        | Partido Socialista                                           | Partido Popular                                              | Esquerra Republicana-S                                       | Euskal Herria Bildu                                          | Junts per Catalunya                                          | Navarra Suma                                                 | Vox                                                          | Euskal Herria Bildu                                          | Euskal Herria Bildu                                          | Agr. Socialista Gomera                                       | Total                                                        |
| ------------------------------------------------------------ | ------------------------------------------------------------ | ------------------------------------------------------------ | ------------------------------------------------------------ | ------------------------------------------------------------ | ------------------------------------------------------------ | ------------------------------------------------------------ | ------------------------------------------------------------ | ------------------------------------------------------------ | ------------------------------------------------------------ | ------------------------------------------------------------ | ------------------------------------------------------------ | ------------------------------------------------------------ |
| Álava                                                        | PVA                                                          | 1                                                            | 0                                                            |                                                              | 3                                                            |                                                              |                                                              | 0                                                            |                                                              | 0                                                            |                                                              | 4                                                            |
| Albacete                                                     | CLM                                                          | 2 (1)                                                        | 2 (1)                                                        |                                                              |                                                              |                                                              |                                                              | 0                                                            |                                                              |                                                              |                                                              | 4                                                            |
| Alicante                                                     | CVA                                                          | 2 (1)                                                        | 2 (1)                                                        |                                                              |                                                              |                                                              |                                                              | 0                                                            |                                                              |                                                              |                                                              | 4                                                            |
| Almería                                                      | AND                                                          | 2 (1)                                                        | 2 (1)                                                        |                                                              |                                                              |                                                              |                                                              | 0                                                            |                                                              |                                                              |                                                              | 4                                                            |
| Asturias                                                     | AST                                                          | 3                                                            | 1                                                            |                                                              |                                                              |                                                              |                                                              | 0                                                            |                                                              |                                                              |                                                              | 4                                                            |
| Ávila                                                        | CYL                                                          | 1                                                            | 3                                                            |                                                              |                                                              |                                                              |                                                              | 0                                                            |                                                              |                                                              |                                                              | 4                                                            |
| Badajoz                                                      | EXT                                                          | 3                                                            | 1                                                            |                                                              |                                                              |                                                              |                                                              | 0                                                            |                                                              |                                                              |                                                              | 4                                                            |
| Barcelona                                                    | CAT                                                          | 1 (1)                                                        | 0                                                            | 3 (1)                                                        |                                                              | 0                                                            |                                                              | 0                                                            |                                                              |                                                              |                                                              | 4                                                            |
| Burgos                                                       | CYL                                                          | 2 (1)                                                        | 2 (1)                                                        |                                                              |                                                              |                                                              |                                                              | 0                                                            |                                                              |                                                              |                                                              | 4                                                            |
| Cáceres                                                      | EXT                                                          | 3                                                            | 1                                                            |                                                              |                                                              |                                                              |                                                              | 0                                                            |                                                              |                                                              |                                                              | 4                                                            |
| Cádiz                                                        | AND                                                          | 3                                                            | 1 (1)                                                        |                                                              |                                                              |                                                              |                                                              | 0                                                            |                                                              |                                                              |                                                              | 4                                                            |
| Cantabria                                                    | CAN                                                          | 1 (2)                                                        | 3 (2)                                                        |                                                              |                                                              |                                                              |                                                              | 0                                                            |                                                              |                                                              |                                                              | 4                                                            |
| Castellón                                                    | CVA                                                          | 2 (1)                                                        | 2 (1)                                                        |                                                              |                                                              |                                                              |                                                              | 0                                                            |                                                              |                                                              |                                                              | 4                                                            |
| Ceuta                                                        | CEU                                                          | 0 (2)                                                        | 1 (1)                                                        |                                                              |                                                              |                                                              |                                                              | 1 (1)                                                        |                                                              |                                                              |                                                              | 2                                                            |
| Ciudad Real                                                  | CLM                                                          | 3                                                            | 1                                                            |                                                              |                                                              |                                                              |                                                              | 0                                                            |                                                              |                                                              |                                                              | 4                                                            |
| Córdoba                                                      | AND                                                          | 3                                                            | 1                                                            |                                                              |                                                              |                                                              |                                                              | 0                                                            |                                                              |                                                              |                                                              | 4                                                            |
| Coruña, La                                                   | GAL                                                          | 1 (2)                                                        | 3 (2)                                                        |                                                              |                                                              |                                                              |                                                              | 0                                                            |                                                              |                                                              |                                                              | 4                                                            |
| Cuenca                                                       | CLM                                                          | 2 (1)                                                        | 2 (1)                                                        |                                                              |                                                              |                                                              |                                                              | 0                                                            |                                                              |                                                              |                                                              | 4                                                            |
| Fuerteventura                                                | ICA                                                          | 1                                                            | 0                                                            |                                                              |                                                              |                                                              |                                                              | 0                                                            |                                                              |                                                              |                                                              | 1                                                            |
| Gerona                                                       | CAT                                                          | 0                                                            | 0                                                            | 2 (1)                                                        |                                                              | 2 (1)                                                        |                                                              | 0                                                            |                                                              |                                                              |                                                              | 4                                                            |
| Gomera, La                                                   | ICA                                                          | 0                                                            | 0                                                            |                                                              |                                                              |                                                              |                                                              |                                                              |                                                              |                                                              | 1                                                            | 1                                                            |
| Gran Canaria                                                 | ICA                                                          | 2                                                            | 1                                                            |                                                              |                                                              |                                                              |                                                              | 0                                                            |                                                              |                                                              |                                                              | 3                                                            |
| Granada                                                      | AND                                                          | 3                                                            | 1                                                            |                                                              |                                                              |                                                              |                                                              | 0                                                            |                                                              |                                                              |                                                              | 4                                                            |
| Guadalajara                                                  | CLM                                                          | 2 (1)                                                        | 2 (1)                                                        |                                                              |                                                              |                                                              |                                                              | 0                                                            |                                                              |                                                              |                                                              | 4                                                            |
| Guipúzcoa                                                    | PVA                                                          | 0                                                            | 0                                                            |                                                              | 3                                                            |                                                              |                                                              | 0                                                            |                                                              | 1                                                            |                                                              | 4                                                            |
| Hierro, El                                                   | ICA                                                          | 1                                                            | 0                                                            |                                                              |                                                              |                                                              |                                                              |                                                              |                                                              |                                                              |                                                              | 1                                                            |
| Huelva                                                       | AND                                                          | 3                                                            | 1                                                            |                                                              |                                                              |                                                              |                                                              | 0                                                            |                                                              |                                                              |                                                              | 4                                                            |
| Huesca                                                       | ARA                                                          | 3                                                            | 1                                                            |                                                              |                                                              |                                                              |                                                              | 0                                                            |                                                              |                                                              |                                                              | 4                                                            |
| Ibiza-Formentera                                             | IBA                                                          | 1                                                            | 0                                                            |                                                              |                                                              |                                                              |                                                              | 0                                                            |                                                              |                                                              |                                                              | 1                                                            |
| Jaén                                                         | AND                                                          | 3                                                            | 1                                                            |                                                              |                                                              |                                                              |                                                              | 0                                                            |                                                              |                                                              |                                                              | 4                                                            |
| Lanzarote                                                    | ICA                                                          | 1                                                            | 0                                                            |                                                              |                                                              |                                                              |                                                              | 0                                                            |                                                              |                                                              |                                                              | 1                                                            |
| León                                                         | CYL                                                          | 2 (1)                                                        | 2 (1)                                                        |                                                              |                                                              |                                                              |                                                              | 0                                                            |                                                              |                                                              |                                                              | 4                                                            |
| Lérida                                                       | CAT                                                          | 0                                                            | 0                                                            | 3                                                            |                                                              | 1                                                            |                                                              | 0                                                            |                                                              |                                                              |                                                              | 4                                                            |
| Lugo                                                         | GAL                                                          | 1                                                            | 3                                                            |                                                              |                                                              |                                                              |                                                              | 0                                                            |                                                              |                                                              |                                                              | 4                                                            |
| Madrid                                                       | MAD                                                          | 2                                                            | 2 (1)                                                        |                                                              |                                                              |                                                              |                                                              | 0                                                            |                                                              |                                                              |                                                              | 4                                                            |
| Málaga                                                       | AND                                                          | 3                                                            | 1                                                            |                                                              |                                                              |                                                              |                                                              | 0                                                            |                                                              |                                                              |                                                              | 4                                                            |
| Mallorca                                                     | IBA                                                          | 2                                                            | 1                                                            |                                                              |                                                              |                                                              |                                                              | 0                                                            |                                                              |                                                              |                                                              | 3                                                            |
| Melilla                                                      | MEL                                                          | 0                                                            | 2                                                            |                                                              |                                                              |                                                              |                                                              | 0                                                            |                                                              |                                                              |                                                              | 2                                                            |
| Menorca                                                      | IBA                                                          | 0 (1)                                                        | 1 (1)                                                        |                                                              |                                                              |                                                              |                                                              | 0                                                            |                                                              |                                                              |                                                              | 1                                                            |
| Murcia                                                       | RMU                                                          | 0 (2)                                                        | 3 (1)                                                        |                                                              |                                                              |                                                              |                                                              | 1 (1)                                                        |                                                              |                                                              |                                                              | 4                                                            |
| Navarra                                                      | NAV                                                          | 1                                                            |                                                              |                                                              |                                                              |                                                              | 3                                                            | 0                                                            |                                                              | 0                                                            |                                                              | 4                                                            |
| Orense                                                       | GAL                                                          | 1                                                            | 3                                                            |                                                              |                                                              |                                                              |                                                              | 0                                                            |                                                              |                                                              |                                                              | 4                                                            |
| Palencia                                                     | CYL                                                          | 1 (1)                                                        | 3 (1)                                                        |                                                              |                                                              |                                                              |                                                              | 0                                                            |                                                              |                                                              |                                                              | 4                                                            |
| Palma, La                                                    | ICA                                                          | 0 (1)                                                        | 1 (1)                                                        |                                                              |                                                              |                                                              |                                                              | 0                                                            |                                                              |                                                              |                                                              | 1                                                            |
| Pontevedra                                                   | GAL                                                          | 2 (1)                                                        | 2 (1)                                                        |                                                              |                                                              |                                                              |                                                              | 0                                                            |                                                              |                                                              |                                                              | 4                                                            |
| Rioja, La                                                    | RIO                                                          | 2 (1)                                                        | 2 (1)                                                        |                                                              |                                                              |                                                              |                                                              | 0                                                            |                                                              |                                                              |                                                              | 4                                                            |
| Salamanca                                                    | CYL                                                          | 1                                                            | 3                                                            |                                                              |                                                              |                                                              |                                                              | 0                                                            |                                                              |                                                              |                                                              | 4                                                            |
| Segovia                                                      | CYL                                                          | 1 (1)                                                        | 3 (1)                                                        |                                                              |                                                              |                                                              |                                                              | 0                                                            |                                                              |                                                              |                                                              | 4                                                            |
| Sevilla                                                      | AND                                                          | 3                                                            | 1 (1)                                                        |                                                              |                                                              |                                                              |                                                              | 0                                                            |                                                              |                                                              |                                                              | 4                                                            |
| Soria                                                        | CYL                                                          | 2                                                            | 2                                                            |                                                              |                                                              |                                                              |                                                              | 0                                                            |                                                              |                                                              |                                                              | 4                                                            |
| Tarragona                                                    | CAT                                                          | 1                                                            | 0                                                            | 3                                                            |                                                              | 0                                                            |                                                              | 0                                                            |                                                              |                                                              |                                                              | 4                                                            |
| Tenerife                                                     | ICA                                                          | 2                                                            | 1                                                            |                                                              |                                                              |                                                              |                                                              | 0                                                            |                                                              |                                                              |                                                              | 3                                                            |
| Teruel                                                       | ARA                                                          | 0 (3)                                                        | 2 (1)                                                        |                                                              |                                                              |                                                              |                                                              | 0                                                            | 2 (Nv.)                                                      |                                                              |                                                              | 4                                                            |
| Toledo                                                       | CLM                                                          | 2 (1)                                                        | 2 (1)                                                        |                                                              |                                                              |                                                              |                                                              | 0                                                            |                                                              |                                                              |                                                              | 4                                                            |
| Valencia                                                     | CVA                                                          | 2 (1)                                                        | 2 (1)                                                        |                                                              |                                                              |                                                              |                                                              | 0                                                            |                                                              |                                                              |                                                              | 4                                                            |
| Valladolid                                                   | CYL                                                          | 2 (1)                                                        | 2 (1)                                                        |                                                              |                                                              |                                                              |                                                              | 0                                                            |                                                              |                                                              |                                                              | 4                                                            |
| Vizcaya                                                      | PVA                                                          | 1                                                            | 0                                                            |                                                              | 3                                                            |                                                              |                                                              | 0                                                            |                                                              | 0                                                            |                                                              | 4                                                            |
| Zamora                                                       | CYL                                                          | 1 (1)                                                        | 3 (1)                                                        |                                                              |                                                              |                                                              |                                                              | 0                                                            |                                                              |                                                              |                                                              | 4                                                            |
| Zaragoza                                                     | ARA                                                          | 3                                                            | 1 (1)                                                        |                                                              |                                                              |                                                              |                                                              | 0                                                            |                                                              |                                                              |                                                              | 4                                                            |
| TOTAL                                                        | TOTAL                                                        | 93 ( 30)                                                     | 83 ( 29)                                                     | 11 ()                                                        | 9 ()                                                         | 3 ( 1)                                                       | 3 ()                                                         | 2 ( 2)                                                       | 2 (Nv.)                                                      | 1 ()                                                         | 1 ()                                                         | 208                                                          |
| TOTAL                                                        | TOTAL                                                        |                                                              |                                                              |                                                              |                                                              |                                                              |                                                              |                                                              |                                                              |                                                              |                                                              | 208                                                          |

### Resultados por ideología
A pesar de mantener la amplia victoria del PSOE en votos y escaños en estas elecciones, obteniendo una diferencia de más de 1,5 millones de votos y 8 puntos porcentuales con respecto al segundo partido (PP), España prácticamente continuó dividida al 50% entre el voto a partidos de ámbito estatal de izquierda y de derecha, como en las elecciones generales de abril. Sin embargo, la distancia entre el PSOE y el PP se recortó mucho más que en las elecciones de abril, debido a la pérdida de 3 diputados del PSOE y ganancia de 23 diputados del PP. Aunque se produjo pérdida de diputados de la izquierda estatal y menor distancia con la derecha estatal, el total de la izquierda nacional aguantó respecto a la derecha nacional, perdiendo 700.000 y casi un millón de votos, respectivamente.
| Bloque                        | Bloque     | Votos            | Porcentaje (sobre bloques) | Porcentaje (sobre total) | Escaños |
| ----------------------------- | ---------- | ---------------- | -------------------------- | ------------------------ | ------- |
| Izquierda                     | Estatal    | 10 427 223       | 50,02%                     | 43,24%                   | 158/350 |
| Izquierda                     | Total      | 12 006 607       | 51,24%                     | 49,79%                   | 180/350 |
|                               |            |                  |                            |                          |         |
| Derecha                       | Estatal    | 10 395 920       | 49,98%                     | 43,11%                   | 153/350 |
| Derecha                       | Total      | 11 424 699       | 48,76%                     | 47,38%                   | 170/350 |
|                               |            |                  |                            |                          |         |
| Diferencia                    | Diferencia | +31 303 +581 908 | +0,04% +2,48%              | +0,13% +2,41%            | +5 +10  |
| Sin clasificar: Teruel Existe |            |                  |                            |                          |         |

## Investidura del presidente del Gobierno

### Investidura de Pedro Sánchez
Tras la celebración de estas elecciones generales, el Congreso de los Diputados asumió la función constitucional de otorgar (o denegar) su confianza a un candidato como presidente del Gobierno a propuesta del rey de España. Por consiguiente, tras la preceptivas consultas con los partidos políticos que obtuvieron representación en la Cámara Baja, Felipe VI propuso a Pedro Sánchez como candidato a la presidencia del Gobierno el 11 de diciembre de 2019.
De esta forma, el 4 de enero de 2020 fue iniciada la sesión de investidura, no logrando el candidato el voto favorable de la mayoría absoluta de los diputados en la primera votación celebrada. Finalmente, el 7 de enero, la candidatura de Pedro Sánchez obtuvo la mayoría simple de los votos (167 síes frente a 165 noes, con 18 abstenciones), logrando así la confianza de la Cámara para ser investido presidente del Gobierno.
Así pues, dio inicio el Segundo Gobierno Sánchez conformado por miembros de las candidaturas del Partido Socialista, Unidas Podemos, ECP y EC, siendo este el primer gobierno de coalición en España desde la Segunda República.
| Candidato     | Fecha                                                    | Voto |     |    |    |    |    |    |   |   |   |   |   |   |   |   |   |   |   |   |   |   |   | Total   |
| ------------- | -------------------------------------------------------- | ---- | --- | -- | -- | -- | -- | -- | - | - | - | - | - | - | - | - | - | - | - | - | - | - | - | ------- |
| Pedro Sánchez | 5 de enero de 2020 Mayoría requerida: Absoluta (176/350) | Sí   | 120 |    |    | 26 |    |    |   | 6 | 6 |   | 2 |   | 2 |   | 1 |   | 1 | 1 |   | 1 |   | 166/350 |
| Pedro Sánchez | 5 de enero de 2020 Mayoría requerida: Absoluta (176/350) | No   |     | 88 | 52 |    |    | 10 | 8 |   |   |   |   | 2 |   | 1 |   | 2 |   |   | 1 |   | 1 | 165/350 |
| Pedro Sánchez | 5 de enero de 2020 Mayoría requerida: Absoluta (176/350) | Abs. |     |    |    |    | 13 |    |   |   |   | 5 |   |   |   |   |   |   |   |   |   |   |   | 18/350  |
| Pedro Sánchez | 5 de enero de 2020 Mayoría requerida: Absoluta (176/350) | Aus. |     |    |    |    |    |    |   | 1 |   |   |   |   |   |   |   |   |   |   |   |   |   | 1/350   |
| Pedro Sánchez |                                                          |      |     |    |    |    |    |    |   |   |   |   |   |   |   |   |   |   |   |   |   |   |   |         |
| Pedro Sánchez | 7 de enero de 2020 Mayoría requerida: Simple             | Sí   | 120 |    |    | 26 |    |    |   | 7 | 6 |   | 2 |   | 2 |   | 1 |   | 1 | 1 |   | 1 |   | 167/350 |
| Pedro Sánchez | 7 de enero de 2020 Mayoría requerida: Simple             | No   |     | 88 | 52 |    |    | 10 | 8 |   |   |   |   | 2 |   | 1 |   | 2 |   |   | 1 |   | 1 | 165/350 |
| Pedro Sánchez | 7 de enero de 2020 Mayoría requerida: Simple             | Abs. |     |    |    |    | 13 |    |   |   |   | 5 |   |   |   |   |   |   |   |   |   |   |   | 18/350  |